# Pain of Salvation
Pain of Salvation is een Zweedse progressieve-metalband, bekend om haar conceptalbums.

## Band
- Daniel Gildenlöw - leadzang, gitaar
- Johan Hallgren - gitaar, zang
- Gustaf Hielm - basgitaar, zang
- Daniel Karlsson - toetsen, percussie, zang
- Léo Margarit - drums, zang, percussie

## Geschiedenis
In 1984 stelde Daniel Gildenlöw op 11-jarige leeftijd de band Reality samen. In 1991 werd de naam "Reality" veranderd in "Pain of Salvation". De toenmalige leden van de band waren Daniel Gildenlöw, Daniel Magdic, Johan Langell en Gustaf Hielm. In 1995 nam Kristoffer Gildenlöw de plek in als bassist toen Gustaf Hielm de band verliet. Fredrik Hermansson kwam erbij in 1996 en Daniel Magdic werd na het eerste album vervangen door Johan Hallgren
Daniel Gildenlöw, het creatieve brein van de band, wordt gekarakteriseerd door zijn dramatische voordracht en zijn invloed in de band uit zich in een steeds grotere diversiteit aan stijlen die geïntegreerd zijn in het bandgeluid dat steeds meer een eigen gezicht krijgt naarmate de metalinvloeden afnemen.
Kristoffer Gildenlöw heeft in 2006 de band verlaten. Hij woont sinds 2003 in Nederland en profileert zich sinds zijn vertrek zowel solo als als gastmuzikant. In 2012 kwam zijn eerste soloalbum RUST uit.
Op 29 april 2007 werd drummer Johan Langells besluit om Pain of Salvation te verlaten bekend. Hij verliet de groep na de tour in 2007, Langell werd opgevolgd door de Franse drummer Léo Margarit. In 2011 kondigden ook Johan Hallgren en Frederik Hermansson hun vertrek uit de band aan. Na vervanging van Hallgren en Hermansson is Gildenlöw het enige overgebleven bandlid uit de originele bezetting die constant lid is geweest van de band.

## Vertrokken bandleden
- Kristoffer Gildenlöw, Bas en zang
- Daniel Magdic, Gitaar
- Johan Langell, Drums en Percussie
- Simon Andersson, Bass
- Ragnar Zolberg, Gitaar en zang
- Fredrik Hermansson, Toetsen

## Discografie

### Albums
| Album met eventuele hitnotering(en) in de Nederlandse Album Top 100 | Datum van verschijnen | Datum van binnenkomst | Hoogste positie | Aantal weken | Opmerkingen |
| ------------------------------------------------------------------- | --------------------- | --------------------- | --------------- | ------------ | ----------- |
| Entropia                                                            | 1997                  | -                     |                 |              |             |
| One hour by the concrete lake                                       | 1998                  | -                     |                 |              |             |
| The perfect element, part I                                         | 31-10-2000            | -                     |                 |              |             |
| Remedy lane                                                         | 2002                  | -                     |                 |              |             |
| 12:5                                                                | 2004                  | -                     |                 |              | livealbum   |
| BE                                                                  | 2004                  | -                     |                 |              |             |
| Scarsick                                                            | 22-01-2007            | -                     |                 |              |             |
| Ending themes (On the two deaths of Pain of Salvation)              | 2009                  | -                     |                 |              | livealbum   |
| Linoleum                                                            | 13-11-2009            | -                     |                 |              | ep          |
| Road salt one                                                       | 14-05-2010            | -                     |                 |              |             |
| Road salt two                                                       | 23-09-2011            | 01-10-2011            | 82              | 1            |             |
| In the Passing Light of Day                                         | 13-01-2017            | -                     | -               | -            |             |
| Panther                                                             | 28-08-2020            | -                     | -               | -            |             |

### Dvd's
| Dvd's met hitnoteringen in de Nederlandse Music Top 30 | Datum van verschijnen | Datum van binnenkomst | Hoogste positie | Aantal weken | Opmerkingen |
| ------------------------------------------------------ | --------------------- | --------------------- | --------------- | ------------ | ----------- |
| On the two deaths of                                   | 2009                  | 21-03-2009            | 14              | 2            |             |

## Videografie
- BE (2005)